# Sargassum fusiforme
Sargassum fusiforme (Harvey) Setchell, 1931 appartiene alla classe delle feofite, è un'alga bruna con un tallo organizzato in ramificazioni quasi cilindriche che ricordano i rami degli alberi, è nera e dura, cresce a profondità maggiori rispetto alle altre alghe e possiede il maggior tenore di minerali e oligoelementi (34%)

## Utilizzi e proprietà
È un'alga di rigenerazione per eccellenza, è cicatrizzante, rinforza, facilita l'abbassamento del tasso di colesterolo, previene la carie dei denti, limita i capelli bianchi,è raccomandata durante la gravidanza e in piccolissime quantità ai bambini.
È ricchissima di minerali e di calcio: cento grammi di S. fusiforme secche contengono più di 1 400 mg di calcio, molto più del latte, che ne contiene solo 100. In queste alghe sono abbondantemente presenti i minerali più importanti, oltre ad oligoelementi, che hanno la funzione di tonificare il corpo e purificare il sangue, mantenendo costante il livello glicemico.
Queste alghe sono sempre state impiegate in piccole quantità nelle cucine cinese meridionale, coreana e giapponese, dove sono note perché esaltano la bellezza e rendono i capelli forti, lucidi ed elastici.
Crescono soprattutto in Estremo Oriente, dove le loro piante a cespuglio rivestono le rocce appena sotto il livello dell'acqua, tali cespugli arrivano all'altezza di un metro e la raccolta avviene tra gennaio e maggio; i germogli più teneri e gustosi sono quelli che crescono per primi e raccolti all'inizio di stagione, in gennaio e febbraio.

## Rischi per la salute
Alcune agenzie governative per la sicurezza alimentare avvisano i consumatori di evitare il consumo di alghe hijiki. I test hanno mostrato che queste contengono concentrazioni significativamente alte di arsenico inorganico rispetto alle altre alghe, e questi risultati sono stati verificati da analisi svolte presso laboratori indipendenti .
Tra le agenzie governative per la sicurezza alimentare che ne sconsigliano il consumo ci sono:
- Agenzia Canadese per l'ispezione alimentare [2]
- Agenzia per gli standard alimentari del Regno Unito [3]
- Dipartimento dell'agricoltura degli Stati Uniti [4]

## Preparazione
Dopo la raccolta, sono fatte bollire in grossi serbatoi pieni d'acqua di lavaggio delle alghe per parecchie ore, diventando più teneri e assorbendo il pigmento concentrato nell'acqua bollente; sono poi seccate, selezionate ed impacchettate per la vendita.
Quando vengono ammollate si espandono considerevolmente, aumentando di cinque volte il loro volume; si armonizzano bene con l'olio, quindi in genere si fanno saltare. Richiedono un tempo di cottura più prolungato della maggior parte delle altre alghe, si addolciscono se cotte con le cipolle e si combinano molto bene con le verdure a radice.
L'ammollo è bene farlo in un recipiente, coprendole e rimescolandole, si passano poi in un altro recipiente ripetendo l'operazione con nuova acqua; l'acqua di ammollo può essere usata per la cottura.